# Saison 10 de Doctor Who
Cet article concerne la seconde série. Pour la première, voir Saison 10 de Doctor Who, première série.
Chronologie
Saison 9 Saison 11
Cet article présente les épisodes de la dixième saison de la seconde série télévisée britannique Doctor Who.

## Synopsis de la saison
Le Docteur, maintenant assisté de Nardole, qu'il avait rencontré dans Les Maris de River Song, garde un coffre géant qu'il a caché dans les sous-sols de l'université où il enseigne à l'époque actuelle. Le coffre semble contenir un prisonnier dangereux. Il prend aussi sous sa protection une jeune femme, Bill Potts, qui travaille pour l'université avant de devenir étudiante.

## Distribution

### Acteurs principaux
- Peter Capaldi (VF : Philippe Résimont) : Douzième Docteur
- Pearl Mackie : Bill Potts
- Matt Lucas : Nardole

### Acteurs récurrents, invités
- Michelle Gomez (VF : Jacqueline Ghaye) : Missy (épisodes 6, 8, 9, 10, 11 et 12)
- Stephanie Hyam : Heather (épisodes 1 et 12)
- John Simm : Le Maître (épisodes 11 et 12)
- David Bradley : Premier Docteur (épisode 12 et Noël 2017)
- Ysanne Churchman : voix d'Alpha Centauri (épisode 9)
- Jenna Coleman (VF : Marielle Ostrowski) : Clara Oswald (Noël 2017)
- Jodie Whittaker : Treizième Docteur (Noël 2017)
- Lily Travers (en) : Polly (Noël 2017)
- Jared Garfield : Ben Jackson (Noël 2017)
- Mark Gatiss : le Capitaine Archibald Hamish Lethbridge-Stewart (Noël 2017)

## Production

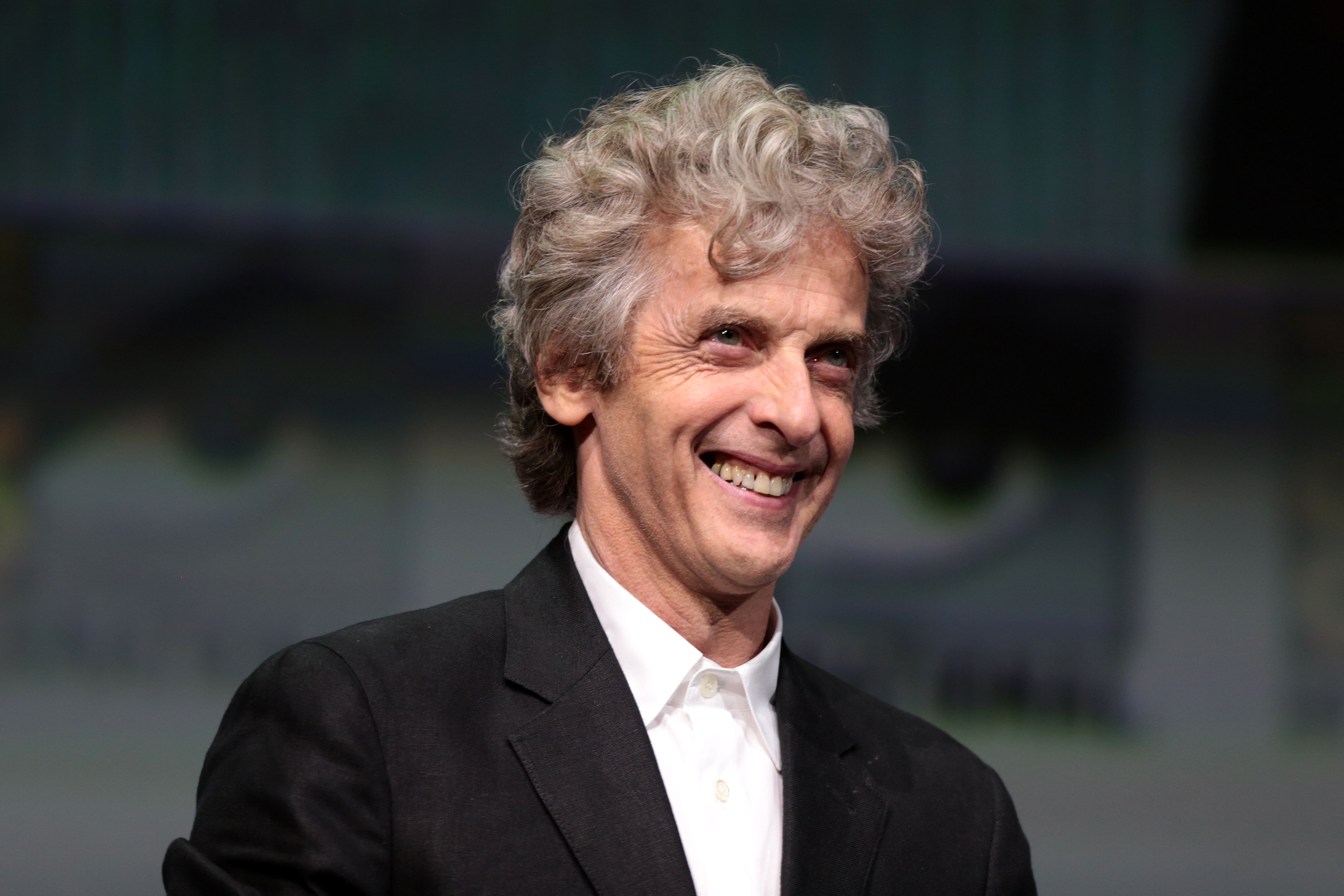
Peter Capaldi, qui incarnait le Docteur depuis 2014.

Dès janvier 2016, Steven Moffat annonce qu'il s'agira de sa dernière saison de tant que showrunner avant de passer le relais à Chris Chibnall. Quelques jours plus tard, c'est Peter Capaldi, qui interprétait le Docteur depuis 2014, qui annonce qu'il quittera lui aussi la série au terme de cette saison.
Le 23 avril 2016, la BBC annonce pendant la mi-temps de la demi-finale de la Coupe d'Angleterre de football que Pearl Mackie incarnera Bill Potts, la nouvelle compagne du Docteur. L'acteur anglais Matt Lucas, qui avait joué Nardole le temps de l'épisode spécial Les Maris de River Song, fait son retour à sa demande.
Le tournage des épisodes de la saison 10 a lieu à partir de la mi-juin 2016. L'épisode Souriez est tourné en partie à Valence, en Espagne.
En février 2017, le retour de Michelle Gomez dans le rôle de Missy est confirmé. Cinq jours avant la diffusion de l'épisode Extremis, qui marque son retour, l'actrice annonce son départ de la série au terme de la saison 10, jugeant qu'elle « fait partie de l'ère de Peter [Capaldi] ».

### Réalisation
| Block | Épisode(s)                                        | Réalisateur.trice | Scénariste(s)                  | Producteur.trice |
| ----- | ------------------------------------------------- | ----------------- | ------------------------------ | ---------------- |
| 1     | Le Pilote (Épisode 1)                             | Lawrence Gough    | Steven Moffat                  | Peter Bennett    |
| 1     | Souriez (Épisode 2)                               | Lawrence Gough    | Frank Cottrell-Boyce           | Peter Bennett    |
| 2     | La Foire des glaces (Épisode 3)                   | Bill Anderson     | Sarah Dollard                  | Nikki Wilson     |
| 2     | Toc, Toc (Épisode 4)                              | Bill Anderson     | Mike Bartlett                  | Nikki Wilson     |
| 3     | Le Retour du Docteur Mysterio (Spécial Noël 2016) | Ed Bazalgette     | Steven Moffat                  | Peter Bennett    |
| 4     | Oxygène (Épisode 5)                               | Charles Palmer    | Jamie Mathieson                | Nikki Wilson     |
| 4     | Les Mange-lumière (Épisode 10)                    | Charles Palmer    | Rona Munro                     | Nikki Wilson     |
| 5     | Extremis (Épisode 6)                              | Daniel Nettheim   | Steven Moffat                  | Peter Bennett    |
| 5     | La Pyramide de la fin du monde (Épisode 7)        | Daniel Nettheim   | Peter Harness et Steven Moffat | Peter Bennett    |
| 6     | La Terre du mensonge (Épisode 8)                  | Wayne Yip         | Toby Whithouse                 | Nikki Wilson     |
| 6     | L'Impératrice de Mars (Épisode 9)                 | Wayne Yip         | Mark Gatiss                    | Nikki Wilson     |
| 7     | L'Éternité devant soi (Épisode 11)                | Rachel Talalay    | Steven Moffat                  | Peter Bennett    |
| 7     | Le Docteur tombe (Épisode 12)                     | Rachel Talalay    | Steven Moffat                  | Peter Bennett    |
| X     | Il était deux fois (Spécial Noël 2017)            | Rachel Talalay    | Steven Moffat                  | Peter Bennett    |

## Diffusion

### Résumé des épisodes
| N° Hist. | N° Ep.         | Titre                          | Réalisé par     | Écrit par                      | Diffusion originale | Diffusion française (Sur France4) | Audience       |
| Spécial (2016) | Spécial (2016) | Spécial (2016)                 | Spécial (2016)  | Spécial (2016)                 | Spécial (2016)      | Spécial (2016)                    | Spécial (2016) |
| --- | -------------- | ------------------------------ | --------------- | ------------------------------ | ------------------- | --------------------------------- | -------------- |
| 264 | —              | Le Retour du Docteur Mysterio  | Ed Bazalgette   | Steven Moffat                  | 25 décembre 2016    | 18 mars 2017                      | 7.83           |
| Le Docteur et Nardole enquêtent sur la succursale new-yorkaise de "Harmony Shoal", une société multinationale de recherche. La journaliste Lucy Fletcher enquête également et découvre qu'Harmony Shoal transplante des cerveaux extraterrestres chez des humains. L'un des travailleurs extraterrestres trouve les trois, mais ils sont sauvés par le super-héros appelé le Gardien, un alter ego pour Grant Gordon, que le Docteur a rencontré plusieurs années auparavant lorsque Grant était enfant et l'a accidentellement transformé en super-héros. Grant est également une nounou travaillant pour Lucy, qui ignore la véritable identité de Grant. Le Docteur et Nardole trouvent le vaisseau extraterrestre mais découvrent bientôt qu'il a été transformé en bombe qui s'écrasera sur New York dans le cadre d'un plan complexe visant à implanter les cerveaux extraterrestres dans les dirigeants du monde, leur donnant ainsi le contrôle de la Terre. Le Docteur dirige le navire vers New York plus tôt que prévu et la collision est stoppée par Grant, révélant son identité à Lucy. Après que lui et Lucy aient annoncé leur amour l'un pour l'autre, Grant jette le navire au soleil. UNIT ferme ensuite Harmony Shoal, mais un cerveau extraterrestre s'implante dans un soldat de UNIT. |                |                                |                 |                                |                     |                                   |                |
| Saison |                |                                |                 |                                |                     |                                   |                |
| 265 | 1              | Le Pilote                      | Lawrence Gough  | Steven Moffat                  | 15 avril 2017       | 16 septembre 2017                 | 6.68           |
| Le Docteur et Nardole se sont occupés sous les traits d'un professeur d'université et d'un assistant. Bill Potts est appelé dans le bureau du Docteur, où elle devient son élève. Bill est intrigué par une étudiante nommée Heather. Heather lui demande d'inspecter une flaque d'eau, lui demandant si elle peut voir ce qui ne va pas avec son reflet. Le Docteur examine la flaque d'eau et note qu'il ne s'agit pas d'un reflet, mais de quelque chose qui les imite. Bill retourne à son appartement, où elle est poursuivie par un fluide vivant provenant d'un vaisseau extraterrestre qui a absorbé Heather et ses sentiments pour Bill. Bill court vers le bureau du Docteur et ils s'enfuient dans le TARDIS. Le Docteur déplace le TARDIS, où lui et Nardole vérifient un coffre-fort qu'ils gardent. Le TARDIS atterrit à nouveau en Australie, où le Docteur admet qui il est. Le fluide les suit sur une autre planète, puis à travers une bataille entre les Daleks et les Thals. Bill convainc "Heather" de la laisser partir, et elle s'en va. Le Docteur et Bill retournent dans son bureau, où il tente d'effacer les souvenirs de Bill de la journée mais elle l'arrête. Alors que Bill part, elle trouve le Docteur qui attend avec le TARDIS et le rejoint. |                |                                |                 |                                |                     |                                   |                |
| 266 | 2              | Souriez                        | Lawrence Gough  | Frank Cottrell-Boyce           | 22 avril 2017       | 16 septembre 2017                 | 5.98           |
| Le Docteur et Bill arrivent sur l'une des premières planètes colonisées de la Terre, Gliese 581d. Ils ne sont accueillis que par deux types de robots différents : les robots en essaim (Vardies) et les emojibots lents mais sensibles. Un emojibot donne au Docteur et à Bill des disques qui communiquent leurs véritables émotions. Le Docteur émet l'hypothèse que la planète attend les colons mais se rend vite compte que l'équipe d'installation a été tuée par des emojibots et que leurs squelettes ont été écrasés pour nourrir les plantes. Déterminé à faire exploser la ville, il trouve le vaisseau principal à l'intérieur et sa salle des machines, mais Bill tombe sur un enfant qui s'est réveillé d'une nacelle. Les colons ont été cryogénisés, quelques « bergers » étant réveillés tôt pour travailler. Après la mort d’un berger, les emojibots n’ont pas pu reconnaître le chagrin et ont tous tué les personnes endeuillé dans une attaque contre la tristesse. Les colons réveillés décident de riposter, mais le Docteur efface la mémoire des robots et redémarre tout, seuls les humains doivent désormais apprendre à vivre avec les Vardies, l'espèce indigène de la planète. Lorsque le TARDIS ramène le Docteur et Bill à Londres, ils se retrouvent sur une Tamise gelée, avec un éléphant marchant vers eux sur la glace.                                                                                   |                |                                |                 |                                |                     |                                   |                |
| 267 | 3              | La Foire des glaces            | Bill Anderson   | Sarah Dollard                  | 29 avril 2017       | 16 septembre 2017                 | 5.61           |
| Le Docteur et Bill découvrent qu'ils sont arrivés à Londres en 1814, au milieu d'une foire glaciale sur la Tamise gelée. Le Tournevis Sonique du Docteur est volé par Spider, un pickpocket orphelin dirigé par Kitty. Le Docteur et Bill poursuivent Spider et Kitty. Des lumières brillantes sous la glace encerclent les pieds de Spider et il est tiré à travers la glace. Le Docteur et Bill enfilent des combinaisons de plongée et laissent volontairement les lumières les emporter et ils trouvent une créature marine géante prise au piège par des chaînes. Lord Sutcliffe affirme que sa famille a utilisé la créature pour amasser une fortune en collectant et en vendant ses déchets en remplacement du charbon. Sutcliffe envoie le Docteur et Bill se faire manger, pendant qu'il installe une bombe pour briser la glace. Le Docteur et Bill s'échappent, et le Docteur prend la bombe et la place sur les chaînes de la créature. Lorsque Sutcliffe déclenche la bombe, la créature est libérée. Ils reviennent au présent, où Nardole gronde le Docteur pour avoir rompu son serment. En vérifiant le coffre-fort sous l'université, Nardole entend quelque chose derrière lui frapper à plusieurs reprises. |                |                                |                 |                                |                     |                                   |                |
| 268 | 4              | Toc, Toc                       | Bill Anderson   | Mike Bartlett                  | 6 mai 2017          | 23 septembre 2017                 | 5.73           |
| Bill et cinq étudiants signent un bail avec un mystérieux propriétaire pour vivre dans sa maison. Après avoir aidé Bill à emménager, le Docteur se méfie du propriétaire. Un certain nombre d'élèves disparaissent mystérieusement et les groupes sont séparés. Le Docteur et Harry, l'un des étudiants, découvrent un étrange cafard comme créature que le proprio surnomment « Dryades ». Au sous-sol, ils découvrent des baux datant d'il y a des décennies. Le propriétaire révèle que tout l'incident visait à garder sa fille, Eliza, en vie. Bill et une autre étudiante, Shireen, rencontrent Eliza qui se révèle composée de bois. Après avoir trouvé Bill, le Docteur se rend compte que le propriétaire est en fait le fils d'Eliza. Le propriétaire tente d'envoyer les Dryades après le Docteur et Bill, mais Eliza parvient à les contrôler. Elle embrasse le propriétaire alors que les Dryades les consomment. Les étudiants retrouvent leur corps physique lorsque la maison s'effondre. De retour à l'université, le Docteur entre dans le coffre-fort pour nourrir son prisonnier tandis que la musique du piano résonne de l'intérieur. |                |                                |                 |                                |                     |                                   |                |
| 269 | 5              | Oxygène                        | Charles Palmer  | Jamie Mathieson                | 13 mai 2017         | 23 septembre 2017                 | 5.27           |
| Nardole accompagne le Docteur et Bill jusqu'à une station spatiale pour répondre à un appel de détresse. La plupart des membres de l'équipage ont été tués par leurs combinaisons intelligentes, des combinaisons spatiales robotiques capables de mouvements indépendants qui sont la seule source d'oxygène de la station, obligeant l'équipage du TARDIS à enfiler des pièces de rechange. Les combinaisons ont reçu l'ordre de « désactiver les composants organiques » ; Certains membres d'équipage ont survécu en étant déconnectés, mais les combinaisons en réseau peuvent transmettre la commande au toucher. La combinaison de Bill fonctionne mal, obligeant le Docteur à lui donner son casque pour la sauver, s'exposant au vide de l'espace, qui l'aveugle ; il la laisse plus tard pour être électrocutée, sachant que sa combinaison n'a pas le pouvoir de provoquer un choc mortel. L'algorithme utilisé par l'entreprise a déterminé que l'équipage était inefficace et donc trop coûteux à maintenir en vie. Il connecte les signes de vie des survivants à la station afin que s'ils meurent, celle-ci explose, ce qui rend leur mort plus coûteuse, de sorte que les combinaisons cèdent leur oxygène restant. Bill est réanimé, les yeux du Docteur sont réparés, et les survivants retournent à leur siège social pour porter plainte. De retour à l'université, le Docteur révèle à Nardole qu'il est toujours aveugle. |                |                                |                 |                                |                     |                                   |                |
| 270 | 6              | Extremis                       | Daniel Nettheim | Steven Moffat                  | 20 mai 2017         | 23 septembre 2017                 | 5.53           |
| Il y a longtemps, le Docteur est envoyé pour exécuter Missy. Nardole l'interrompt à la demande de River Song. Le Docteur refuse de tuer Missy, mais l'emprisonne et la garde pendant 1000 ans. Dans le présent, le Pape rend visite au Docteur et lui demande de l'aider à traduire un texte appelé "Veritas". Tous ceux qui l'ont lu se sont suicidés, et le Docteur, Nardole et Bill sont amenés au Vatican pour enquêter. Sur place, Bill et Nardole découvrent un portail qui les mène au Pentagone. Ils découvrent que les portails projetés mènent à différents endroits partout dans le monde. Le Docteur retrouve temporairement la vue grâce à la technologie des Seigneurs du Temps mais est pris en embuscade par des moines. Nardole se rend compte que les projecteurs ne projettent pas des portails, mais le monde entier. Sa prise de conscience le fait se dématérialiser. Bill trouve le Docteur, qui lui dit que le monde est une simulation, et Veritas en contient la preuve. Bill disparaît alors à cause de l'intervention du moine, le Docteur réalisant qu'il s'agit d'un test pour voir s'ils peuvent conquérir la Terre. Cependant, la simulation est trop exacte, car ses lunettes de soleil soniques fonctionnent toujours, et le Docteur virtuel envoie ses informations au Docteur réel pour l'avertir de l'invasion à venir.                                                                                     |                |                                |                 |                                |                     |                                   |                |
| 271 | 7              | La Pyramide de la fin du monde | Daniel Nettheim | Peter Harness et Steven Moffat | 27 mai 2017         | 30 septembre 2017                 | 5.79           |
| Le Docteur est appelé par le secrétaire général de l'ONU après l'apparition mystérieuse d'une pyramide à la frontière stratégique des armées russe, chinoise et américaine. Il est révélé que les Moines sont responsables de la pyramide et qu'ils ont prévu un désastre grâce à leurs simulations, offrant une opportunité de sauver l’humanité s’ils consentent à leur règne. Le Secrétaire général offre son consentement mais est tué lorsqu'il semble agir par peur. Ailleurs dans un laboratoire biochimique, un scientifique interprète accidentellement mal les niveaux de produits chimiques lors d'une expérience libérant des bactéries biochimiques mortelles. Le Docteur suppose que la catastrophe n'était pas liée à la guerre, mais qu'elle pourrait être d'origine biochimique. Après que le Docteur et Nardole aient localisé le laboratoire, Nardole s'effondre à la suite d'une exposition à la bactérie alors qu'il attendait dans le TARDIS. Le Docteur, avec l'aide d'Erica, une employée de laboratoire, suppose que le seul moyen de l'arrêter serait de détruire le laboratoire. Il reste cependant coincé du côté d'une serrure manuelle, à cause de sa cécité. Bill conclut un accord avec les moines pour redonner la vue au Docteur malgré ses protestations. Il parvient à s'échapper mais au prix de remettre la planète aux moines.                                                                            |                |                                |                 |                                |                     |                                   |                |
| 272 | 8              | La Terre du mensonge           | Wayne Yip       | Toby Whithouse                 | 3 juin 2017         | 30 septembre 2017                 | 4.82           |
| Les moines gouvernent désormais la planète et, pour la plupart de l’humanité, ils semblent être sur Terre depuis des millions d’années, guidant le développement humain. Bill et quelques autres connaissent la vérité. Nardole localise Bill et ils recherchent le Docteur. Ils le localisent, mais il coopère avec les moines. Bill lui tire dessus et il semble qu'il se régénère, mais ce n'est qu'une ruse pour voir si Bill a été trompé par les moines. A l'université, le Docteur parle à Missy, qui révèle que Bill doit mourir pour briser l'influence des moines sur Terre. Le Docteur espère qu'il existe une autre solution et infiltre la pyramide des moines à Londres. Le Docteur tente de rompre le lien mais échoue. Bill se prépare à se sacrifier, cependant, les images du moine sont remplacées par celles de la mère de Bill, ce qui représente l'espoir. En raison de leurs actions, les moines partent et l'humanité ne se souvient d'aucun des événements. De retour dans le coffre-fort, Missy exprime ses remords envers ceux qu'elle a assassinés. |                |                                |                 |                                |                     |                                   |                |
| 273 | 9              | L'Impératrice de Mars          | Wayne Yip       | Mark Gatiss                    | 10 juin 2017        | 30 septembre 2017                 | 5.02           |
| La NASA découvre les mots « God save the Queen » enfouis sous la calotte glaciaire de Mars. Le Docteur, Bill et Nardole s'aventurent sur Mars en 1881 et découvrent des soldats de la Grande-Bretagne victorienne. Nardole retourne dans le TARDIS, mais celui-ci retourne à l'université et il demande à Missy de l'aider à rentrer. Les humains se sont liés d'amitié avec un Guerrier de glace nommé Vendredi. Le capitaine Catchlove dit qu'ils ont sauvé Vendredi de son vaisseau spatial écrasé et que Vendredi a permis aux soldats d'utiliser sa technologie pour exploiter Mars. Ils déterrent le tombeau de l'impératrice des glaces Iraxxa ; un garde la fait revivre. Vendredi dit à Iraxxa que la surface martienne est inhabitable. Elle décide de céder, mais un soldat tire avec son fusil ; provoqué, elle riposte. Iraxxa commence à faire revivre les Guerrier de glace. Le Docteur menace d'utiliser le dispositif minier pour tous les enterrer. Catchlove tient Iraxxa sous la menace d'un couteau et tente de la forcer à l'aider à piloter un vaisseau spatial. Godsacre tue Catchlove. Iraxxa annule l'attaque en échange de l'engagement de Godsacre envers elle. Le Docteur contacte Alpha Centauri pour aider les Guerrier de glace et laisse également le message à la NASA. Nardole réapparaît avec le TARDIS et Missy, qui exprime son inquiétude au sujet du Docteur.                                            |                |                                |                 |                                |                     |                                   |                |
| 274 | 10             | Les Mange-lumière              | Charles Palmer  | Rona Munro                     | 17 juin 2017        | 7 octobre 2017                    | 4.73           |
| Le Docteur et Bill, en désaccord sur le sort de la Neuvième Légion de l'armée impériale romaine, se rendent en Écosse au IIe siècle. Bill suit son propre chemin, tandis que le Docteur et Nardole recherchent leurs corps. Bill rencontre les soldats de la Légion qui se cachent d'une créature attirée par n'importe quelle source de lumière, tuant ceux qui se trouvent sur son passage. Entre-temps, le Docteur et Nardole découvrent les cadavres de la Légion restante. Ils rencontrent plus tard une tribu Picte gardant un cairn. Le Docteur entre dans le cairn, passant dans un portail inter-dimensionnel. Le Picte explique qu'un guerrier traverse le cairn pour vaincre un "Mangeur de Lumière", mais avec l'armée romaine envahissante, elle en a laissé quelqu'un s'échapper pour les combattre. Bill éloigne la légion survivante de la créature et retrouve le Docteur et Nardole. Le Docteur prévoit d'attirer le Mangeur vers le portail pendant la journée, mais a besoin de quelqu'un à l'intérieur pour empêcher la créature de s'échapper. Une fois la créature piégée, Le Picte et la Neuvième Légion se sacrifient pour arrêter les créatures. De retour dans le TARDIS, Missy attend leur retour, à la surprise de Bill et Nardole. Le Docteur dit à Missy qu'il espère qu'elle deviendra bonne. |                |                                |                 |                                |                     |                                   |                |
| 275a | 11             | L'Éternité devant soi          | Rachel Talalay  | Steven Moffat                  | 24 juin 2017        | 7 octobre 2017                    | 5.00           |
| Le Docteur trébuche du TARDIS dans un paysage enneigé et commence à se régénérer. Plus tôt, le Docteur avait proposé de tester Missy en lui faisant répondre à un appel de détresse. Ils arrivent via le TARDIS sur un vaisseau colonial s'éloignant d'un trou noir. Ils sont tenus sous la menace d'une arme par Jorj, qui demande à savoir lequel d'entre eux est humain puis tire sur Bill. Le Docteur, Missy et Nardole apprennent qu'il y a quelques jours, une partie de l'équipage était descendue sur les ponts inférieurs du navire mais n'est jamais revenue. Jorj prétend que le navire est vide, mais il y a des milliers d'humains, descendants de l'équipage : en raison de la dilatation du temps, le temps passe plus vite sur les ponts les plus éloignés. Bill se réveille dans un hôpital avec un cœur de remplacement. Mr Razor, le soignant, explique que certains patients attendent d'être "surclassés". Des années plus tard, ils voient des images du Docteur descendant l'ascenseur, alors que seulement quelques minutes se sont écoulées pour le Docteur. Le Docteur, Nardole et Missy découvrent l'origine du navire : Mondas. Mr Razor s'approche de Missy et se révèle être sa précédente incarnation du Maître. Le Docteur et Nardole trouvent un Cyberman qui se révèle être Bill. |                |                                |                 |                                |                     |                                   |                |
| 275b | 12             | Le Docteur tombe               | Rachel Talalay  | Steven Moffat                  | 1er juillet 2017    | 7 octobre 2017                    | 5.30           |
| S'échappant à un étage supérieur, le Docteur tente de réconforter Bill, qui vient de conserver son humanité. Cet étage est une campagne simulée, où le groupe aide à défendre les villageois contre les Cybermen venant en sens inverse. Le Docteur tente de convaincre Missy et le Maître de l'aider. Ils refusent, même si Missy semble en conflit. En espérant sauver les villageois, le Docteur dit à Nardole de les emmener à un autre étage. Bill choisit de rester avec le Docteur et Nardole lui dit au revoir, emmenant les villageois en sécurité. Ailleurs, Missy trahit le Maître en le poignardant dans le dos, déclenchant le processus de régénération. Il lui tire dessus en retour, la tuant et empêchant sa régénération. Le Docteur combat les Cybermen mais est blessé dans le processus. Il fait exploser tout l'étage, se tuant. Bill survit, avec Heather apparaissant devant elle. Heather révèle qu'elle a transformé Bill en son espèce afin qu'elle puisse continuer à vivre. Les deux ramènent le corps du Docteur dans son TARDIS avant de partir voir l'univers ensemble. Le Docteur se réveille alors que le processus de régénération commence. Il tente de l'arrêter et sort du TARDIS dans un paysage enneigé, où il est accueilli par le Premier Docteur. |                |                                |                 |                                |                     |                                   |                |
| Spécial (2017) |                |                                |                 |                                |                     |                                   |                |
| 276 | —              | Il était deux fois             | Rachel Talalay  | Steven Moffat                  | 25 décembre 2017    | 31 mars 2018                      | 7.92           |
| De retour dans son TARDIS au Pôle Sud, le Premier Docteur refuse de se régénérer. Il rencontre le Douzième Docteur en dehors de son propre TARDIS dans un état d'esprit similaire. Les deux hommes sont approchés par un capitaine britannique déplacé de la Première Guerre mondiale. Tous les trois sont enlevés par un vaisseau spatial, où ils rencontrent Bill Potts. La liberté leur est offerte par la pilote holographique en forme de verre du vaisseau en échange du retour du Capitaine. Ils s'échappent et emmènent le TARDIS du Premier Docteur à Villengard. Le Douzième Docteur rencontre le Dalek Rusty. Ayant accès au Dalek Hivemind, le Docteur apprend que le pilote est conçu pour extraire les personnes décédées, comme Bill, et archiver leurs souvenirs. Les Docteurs acceptent de ramener le capitaine à sa chronologie, qui se trouve quelques minutes avant la trêve de Noël. Le Premier Docteur est prêt à se régénérer et retourne à son TARDIS. Après avoir été seul avec l'avatar de Bill, le Docteur retourne au TARDIS et se régénère après avoir transmis des conseils à sa prochaine incarnation. Après que le Treizième Docteur ait examiné son reflet, le TARDIS subit de multiples crash. Alors que la salle de console explose et que le TARDIS se dématérialise, le Docteur est éjecté du vaisseau et tombe en direction de la Terre.                                                                   |                |                                |                 |                                |                     |                                   |                |

### Liste des épisodes

#### Épisode de Noël:Le Retour du Docteur Mysterio
- Royaume-Uni : 25 décembre 2016 sur BBC One
- France : 18 mars 2017 sur France 4

- Royaume-Uni : 7,83 millions de téléspectateurs sur BBC One
- France : 250 000 téléspectateurs sur France 4 soit 1,4% de PDA

- Justin Chatwin (Grant/ Le Gardien)
- Charity Wakefield (Lucy Fletcher)

- Il s'agit du 12e épisode Noël après Les Maris de River Song'.
- Cet épisode montre la passion du scénariste Steven Moffat auprès des super-héros.
- L'épisode marque la deuxième apparition de Matt Lucas dans le rôle de Nardole, avant qu'il devienne un personnage récurrent dans la saison 10.

#### Épisode 1:Le Pilote
- Royaume-Uni : 15 avril 2017 sur BBC One
- France : 16 septembre 2017 sur France 4 à 18h30

- Royaume-Uni : 6,68 millions de téléspectateurs sur BBC One (première diffusion)

- Dans le bureau du Docteur, on peut y retrouver les tournevis soniques des deuxième, quatrième, huitième, neuvième, dixième, et onzième Docteurs, une photo de River Song et de Susan Foreman.
- Lorsque Bill attend le Docteur dans son bureau, elle l'entend jouer la cinquième symphonie de Beethoven à la guitare électrique, comme dans Avant l’inondation.
- Le Docteur reste durant une longue période dans une université anglaise pour enseigner, tout comme son homologue Seigneur du Temps dans Shada, le professeur Chronotis.
- Avant d’atterrir dans le vaisseau Dalek, le Docteur donne à Nardole le tournevis sonique de sa quatrième incarnation.
- On peut voir une bataille entre les Daleks et les Movellans, un conflit qu'on a vu dans l’épisode de 1979 Destiny of the Daleks.
- Le Docteur veut effacer les souvenirs de Bill télépathiquement, comme il l'a fait pour Donna à la fin de l'épisode La Fin du Voyage en 2008. Le même passage offre une référence à Clara, lorsque celle-ci lui dit « Imaginez ce que ça vous ferait si on vous le faisait ». Un arrangement du thème de Clara, composé par Murray Gold, joue alors.
- Le Docteur accroche une pancarte avec "Out Of Order" noté dessus. Le Docteur l'a déjà utilisée dans l'épisode de la série classique "The War Machines".

#### Épisode 2:Souriez
- Royaume-Uni : 22 avril 2017 sur BBC One
- France : 16 septembre 2017 sur France 4 à 19h25

#### Épisode 3:La Foire des glaces
- Royaume-Uni : 29 avril 2017 sur BBC One
- France : 16 septembre 2017 sur France 4 à 20h15

#### Épisode 4:Toc, Toc
- Royaume-Uni : 6 mai 2017 sur BBC One
- France : 23 septembre 2017 sur France 4 à 18h30

#### Épisode 5:Oxygène
- Royaume-Uni : 13 mai 2017 sur BBC One
- France : 23 septembre 2017 sur France 4 à 19h20

Le Docteur, Bill et Nardole répondent à un appel de détresse provenant d'une station spatiale appelée Chasm Forge. Ils s'aperçoivent avec effroi que sur les 40 occupants qu’hébergeait la station seuls quatre ont survécu. En très peu de temps, ils se rendent compte qu'ils sont dans une station appartenant à une compagnie qui oblige ses travailleurs à acheter de l'oxygène pour survivre. Alors, dès que la compagnie s'aperçoit que le TARDIS a rempli la station d'oxygène, elle décompresse, obligeant le Docteur, Bill et Nardole à se précipiter sur les combinaisons de survie du service réparation de la station et les piégeant ainsi à l’intérieur. Combinaisons par lesquelles est vendu l'oxygène à la bouffée. 

#### Épisode 6:Extremis
- Royaume-Uni : 20 mai 2017 sur BBC One
- France : 23 septembre 2017 sur France 4 à 20h10

#### Épisode 7:La Pyramide de la fin du monde
- Royaume-Uni : 27 mai 2017 sur BBC One
- France : 30 septembre 2017 sur France 4

#### Épisode 8:La Terre du mensonge
- Royaume-Uni : 3 juin 2017 sur BBC One
- France : 30 septembre 2017 sur France 4

#### Épisode 9:L'Impératrice de Mars
- Royaume-Uni : 10 juin 2017 sur BBC One
- France : 30 septembre 2017 sur France 4

#### Épisode 10:Les Mange-Lumière
- Royaume-Uni : 17 juin 2017 sur BBC One
- France : 7 octobre 2017 sur France 4

#### Épisode 11:L'Éternité devant soi
- Royaume-Uni : 24 juin 2017 sur BBC One
- France : 7 octobre 2017 sur France 4

- Ce double-épisode marquera le retour des Cybermen de Mondas qui étaient dans l'épisode The Tenth Planet mais aussi le retour de deux maîtres dont celui de John Simm et celui de Michelle Gomez. Le tournage s'est fait à Cardiff[9].

#### Épisode 12:Le Docteur tombe
- Royaume-Uni : 1er juillet 2017 sur BBC One
- France : 7 octobre 2017 sur France 4

#### Épisode de Noël:Il était deux fois
- Royaume-Uni : 25 décembre 2017 sur BBC One
- France : 31 mars 2018 sur France 4

- David Bradley interprète le Premier Docteur, originellement joué par William Hartnell (décédé en 1975).
- C'est la troisième fois que le Premier Docteur revient depuis sa régénération dans The Tenth Planet en 1966.
- C'est également la deuxième fois qu'un autre acteur reprend le rôle du premier Docteur à la place de William Hartnell, après Richard Hurndall dans The Five Doctors en 1983.
- Cet épisode marque également la régénération du Douzième Docteur (Peter Capaldi) ainsi que la dernière apparition de Bill Potts (Pearl Mackie) et l'arrivée du Treizième Docteur (Jodie Whittaker).